# 逆転オセロニア
『逆転オセロニア』（ぎゃくてんオセロニア）は、ディー・エヌ・エーより配信されているスマートフォン用ゲームアプリ。2016年2月4日にAndroid版、同年2月16日にiOS版が順次サービス開始。基本プレイ無料（アイテム課金制）。

## 概要
本作はオセロとトレーディングカードゲームを組み合わせたシステムを有しており、オセロの駒を駒に見立てて戦い、相手にダメージを与えて相手のライフを先にゼロにした方が勝利というルールである。
プレイヤーはゲーム開始時、デッキに入れた駒の中の4駒が手駒として与えられる。本作には多数のキャラクター駒（以下「駒」と略称）が存在し、すべての駒は「神属性」、「竜属性」、「魔属性」のいずれかに属している。

### 駒の強化
駒は上限まで強化でき、最大レベルに達した駒は、「進化」、「闘化」、「超化」ができるものもある。「進化」は特定のアイテム、「闘化」「超化」は駒を素材とすることでできる。駒のレアリティには、C, B, A, A+, S, S+の6段階があり、Cが最低レアリティとなっている。

### 戦闘
デッキはソロプレイ、対人戦共に16枚の駒で構成されるデッキを使って戦う。
戦友(他ゲームのフレンド)機能は、リアルタイムで対戦したり、助っ人として駒を貸し、戦友の決戦ステージを手伝うことができる。
プロフィールカードは、ver.8.2.0アップデートで追加された機能であり、カードベース、カードフレーム、プロフィールキャラ、ネームプレート、プロフィールパネルで構成される。これらを組み合わせて自分だけのカードを作る。作ったカードは戦友同士のほか、逆転バトルでのマッチ時に対戦相手のカードを見られる。
盤面は通常のオセロのような正方形とは異なる形状のものも多数登場しており、例としてはステージの中に穴が開いているものや、駒を置くと特定の効果(ダメージ、回復など)が生じる特殊なマスが生成されるステージもある。

### バトルモード
本作には、1人用の「ソロプレイ」と、2人用の対戦モードがある。このうち、「ソロプレイ」には「クエスト」と呼ばれるステージをクリアするモードがあり、このモードは基本操作やオセロの定石といった、チュートリアルの役割も担う。ステージを何回かクリアするとボーナスステージが出現し、クエストをクリアすると普段のクエストクリアよりも大量の経験値を得ることができる。「クエスト」の他にも、進化素材やキャラ駒などが得られる「決戦」というモードがあり、コラボイベントの期間限定クエストはここからプレイすることができる。「白の塔」は1階から順番にステージをクリアしていくモードであり、クリアすることで強化素材や星のかけらの他、限定のキャラ駒などを入手することができる。
対戦モードのうち、逆転バトルはプレイヤー同士でのリアルタイム対戦である。
シーズンマッチは、1か月毎の期間に区切られて開催される。期間中の最高到達クラスに応じて、報酬が配られる。プレイヤー同士でポイントを奪い合う。ブロンズ・シルバー・ゴールド・プラチナ・ダイアモンドの5つのクラスがある。勝ったら+10pt負けたら-10ptもらえる。ゴールド帯までは、連勝中に勝利すると+20ptもらえる。
超コロシアムは、バトルを勝ち抜くことで報酬を得られ、毎日開催される「Dailyコロシアム」で星のかけらや逆転コインなどを入手できる。
チャンピオンシップは、4か月のシーズン期間に様々な逆転バトルを制した、そのシーズンにおけるオセロニアの王者「シーズンチャンピオン」を決める闘い。予選3か月と本戦1か月で構成される。チャンピオンシップ予選では、逆転バトルの様々なコンテンツで特定の条件を達成し、チャンピオンシップポイントを獲得する。規定のポイント数に達すると本戦に出場できる。
練習バトルは体力を消費せず、気軽に対戦することができる。そのため、作ったデッキを試す際などはこの機能を使うことが多い。お試しデッキや、戦友との対戦を楽しむこともできる。戦友と対戦するキャンペーンで、報酬がもらえることもある。

## コラボレーション一覧
以下のタイトル（漫画・アニメ・ゲーム）や企業とコラボを実施している。
- 逆転裁判
- DEATH NOTE
- モンスターハンター
- 七つの大罪
- マクドナルド
- 進撃の巨人
- 幽☆遊☆白書
- キズナアイ
- 鋼の錬金術師
- 名探偵コナン
- 日清ラ王
- 新世紀エヴァンゲリオン
- BLEACH
- 魔法少女まどか☆マギカ
- モンスターストライク
- 転生したらスライムだった件
- Re:ゼロから始める異世界生活
- Axe
- はたらく細胞
- 犬夜叉・半妖の夜叉姫
- 鬼滅の刃
- シャーマンキング
- 僕のヒーローアカデミア
- 食戟のソーマ
- サントリー
- 東京リベンジャーズ
- ワールドトリガー
- 推しの子
- 五等分の花嫁
- ブルーロック
- プログラミングゼミ(プログラミングゼミ内)
- 銀魂

コラボ期間中は、コラボ作品の主人公をはじめとする主要駒が排出されるコラボガチャ、「決戦」では作品の敵駒などが相手として登場する期間限定コラボイベントステージなどが開催される。

## 開発・反響

### サービス初期
本作は仁平理斗プロデュース、香城卓ディレクションという体制で開発された。仁平は「東京ゲームショウ2015」のばで行われたゲームビズとのインタビューの中で、対戦する中で生まれる接戦や逆転の面白さを再現したいという考えから本作を生み出したと話している。また、仁平はオセロを選んだ理由として知名度やルールの単純明快さ、そして彼自身が家族とのコミュニケーションのツールとして用いていたことを挙げている。
本作を盛り上げるための施策として、逆転祭といったゲーム内イベントや、オセロニアンの宴といったリアルイベントが行われた。これらのリアルイベントには想定メイン層のゲーム好きの男性だけでなく、女性や小さな子供も参加していた。加えて、香城卓自身も自らの愛称をとったけいじぇい杯というカスタム大会を開いている。さらに、本作のファンであるYoutuberのHIKAKINとのコラボ施策も取られた。バーチャルYoutuberのマーケティングを得意とするThe Swampmanの横田雄士は2022年のインタビューの中で、この施策が日本のコンピュータゲームにおいてインフルエンサーを活用したマーケティングを変えたと述べている。
そして2016年10月、香城が仁平からプロデューサーの座を引き継いだ。

### 2018年 - 2020年
本作は運営初期の時点からコミュニティが形成されていたほか、様々な賞を受賞するなど人気を博してきたが、2018年半ばに暗雲が立ち込める。突出した性能を持った駒の登場がきっかけであり、これを持っているか否かで勝敗が分かれてしまうことから、対戦ゲームの要となる「プレイヤーの実力や経験が反映される余地」がなくなってしまった。この問題は駒の性能調整だけでは解決できない上、もともとコミュニティの影響力が大きかったことから、どんどん人気が落ちていった。
そこで、開発チームは2019年8月末、熱心なプレイヤーを集めたオフラインイベント「運営方針説明会」を開催し、YoutubeLiveにて生配信をした。この場にて香城は2020年1月から新しい運営方針の設立および問題改善、ならびに同日までの4か月間は様々なテストを行い、その結果も開示することを約束する。その際の参加者の反応や配信に対するコメントから、開発チームは受け入れられたと認識するが、その翌日に公開された新駒の性能がバランス崩壊に拍車をかけると受け止められてしまい、炎上へと発展しただけでなく、さらにファンが離れる事態を招いた。その後、開発チームはこの件に関して謝罪し、4か月にわたるテストや調整を行った。また、信頼を取り戻すため、透明性のある進捗管理を意識し、動画配信等でプレイデータの公開や質疑応答を行うなど、プレイヤーと向き合い続けた。その間にもユーザー数は減り続け、2019年9月ごろからはユーザーたちの間でサービス終了のうわさが流れだした。
そして、2020年1月、開発チームは改善の成果を実感していた。また、1月のアクティブユーザー数は前月比2.2倍という数値が出ていた。
次いで、2月のリリース4周年ではユーザー数がさらに増えた。香城は講談社のウェブメディア「ブルーバックス」に寄せた記事の中で、TVCMなどのマスプロモーションもなく、コミュニティのSNSだけでここまで増えたとし、熱心なプレイヤーとの共創の結果だと述べている。

### 2020年以降
ユーザー数の回復に成功した矢先、今度は新型コロナウイルスの流行により、リアルイベントができなくなってしまう。
そこで、開発チームは代替策としてリアルイベントのオンライン化を実施した。1つ目は、オンライン会議システム「Zoom」を用いた「オセロニアンダブルス」であり、相談を許容するために2対2形式にしたと香城は「CEDEC 2021」の中で説明している。2つ目は「オセロニアンの宴」のオンライン版である「オセロニアンフェスタ」である。動画を一方的に配信するだけでは伝え手と聞き手の間に溝ができてしまうため、演者である公式プレイヤーがユーザーのMirrativを視聴して盛り上げていく方式をとったと香城は話している。また、公式配信である「新着オセロニア！LIVE」では、ほかのSNSでのミラーリング配信により視聴者が論争に巻き込まれない利点があると香城は説明している。